# Kvareli
Kvareli (en georgiano: ყვარელი) es una ciudad en el este de Georgia, ubicada en el este de la región de Kajetia y siendo la capital del municipio homónimo. La localidad es conocida por sus vinos y por ser el lugar de origen del escritor Iliá Chavchavadze.

## Geografía
Kvareli se ubica en el valle del río Alazani, a 134 km de Tiflis.

### Clima
Kvareli tiene un clima subtropical moderadamente húmedo, con inviernos moderadamente fríos y veranos calurosos. La temperatura media anual es de 12,5 °C, (en enero es 1 °C y en julio, 23,6 °C). La temperatura mínima absoluta es -23 °C y la máxima absoluta, 38 °C.

## Historia
En 1755, ocurrió aquí una importante batalla en la cual el reino de Kartli-Kajetia protegió la fortaleza local para evitar que fuera tomada por el kanato avar. 
Kvareli es capital del raión homónimo desde 1930 y adquirió estatus de asentamiento urbano en 1964.Durante el período soviético en Kvareli funcionaban una granja vitivinícola y fábricas de vino, leche, limonada y zumos de frutas.

## Demografía
La evolución demográfica de Kvareli entre 1939 y 2022 fue la siguiente:
| 7828                                            | 9166 | 9528 | 10 600 | 11 171 | 9045 | 7739 | 9543 |
| (Fuente: Population of Georgia in Soviet times) |      |      |        |        |      |      |      |

Históricamente, la población de Kvareli ha sido mayoritariamente georgiana.
|                   | 1939      | 1939       | 2014      | 2014       |
| Grupo étnico      | Población | Porcentaje | Población | Porcentaje |
| ----------------- | --------- | ---------- | --------- | ---------- |
| Georgianos        | 6957      | 88,9%      | 7542      | 97,45%     |
| Rusos             | 487       | 6,2%       | 27        | 0,82%      |
| Ucranianos        | 487       | 6,2%       | -         | 0,35%      |
| Armenios          | 168       | 2,1%       | 64        | 0,83%      |
| Osetios           | 108       | 1,4%       | 29        | 0,30%      |
| Yazidíes          | -         | -          | 23        | 0,27%      |
| Azeríes           | -         | -          | 21        | -          |
| Griegos           | 1         | 0,1%       | 18        | 0,23%      |
| Lezguinos         | 46        | 0,6%       | -         | -          |
| Alemanes          | 40        | 0,5%       | -         | -          |
| Judíos            | 1         | 0,1%       | -         | -          |
| Chechenos y kists | 1         | 0,1%       | -         | -          |
| Asirios           | 1         | 0,1%       | -         | -          |
| Total             | 7828      | 100%       | 7739      | 100%       |

## Economía
La zona está en el centro de la región vinícola de Kajetia, y la propia ciudad es conocida por su vino kindzmarauli, una variedad de tinto semidulce.

## Infraestructura

### Arquitectura, monumentos y lugares de interés
En la ciudad está la casa-museo de Iliá Chavchavadze, un museo local sobre el autor.

### Transporte
Kvareli está en la carretera 843 que une la capital regional Telavi con la frontera con Azerbaiyán. Kvareli está 19 km al norte de la estación de tren de Mukuzani, en la línea Tiflis-Telavi.

## Personas destacadas
- Iliá Chavchavadze (1837-1907): escritor, poeta, periodista y abogado georgiano que encabezó el renacimiento del movimiento nacional de Georgia.
- Kote Maryanishvili (1872-1933): director de teatro georgiano.
- Zurab Iakobishvili (1992): deportista georgiano que compite en lucha libre.

## Galería

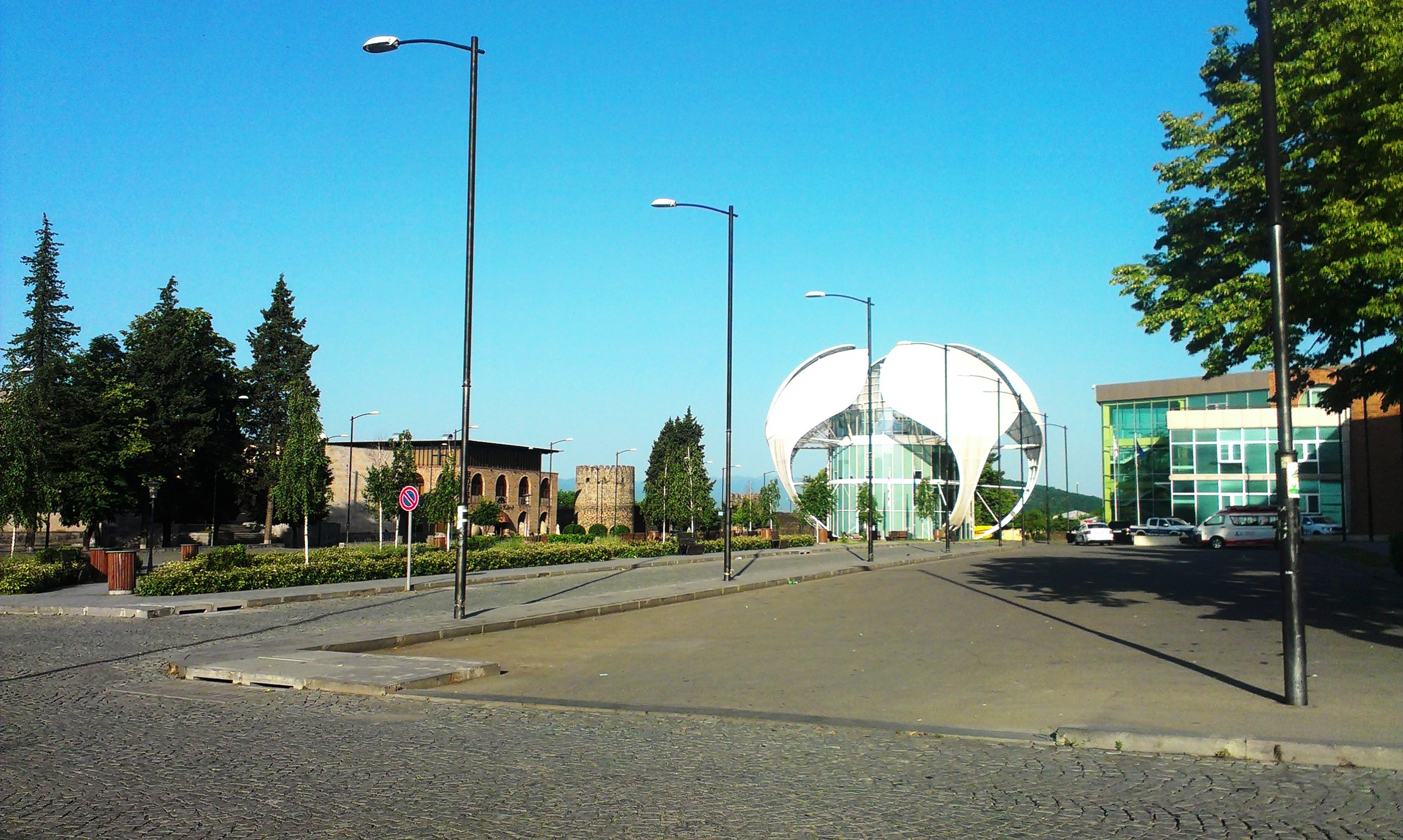
Juzgado en Kvareli
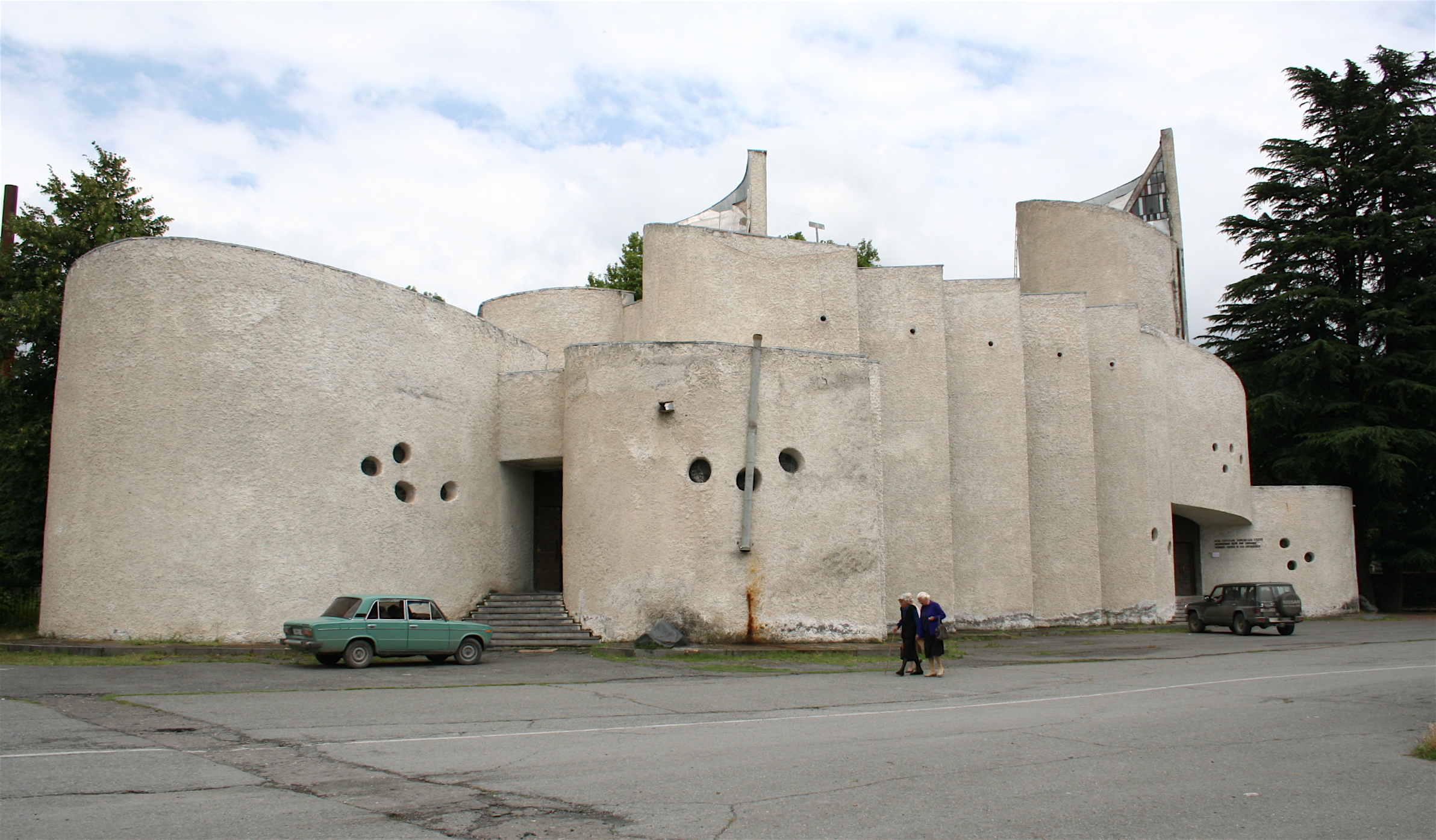
Casa-museo de Iliá Chavchavadze
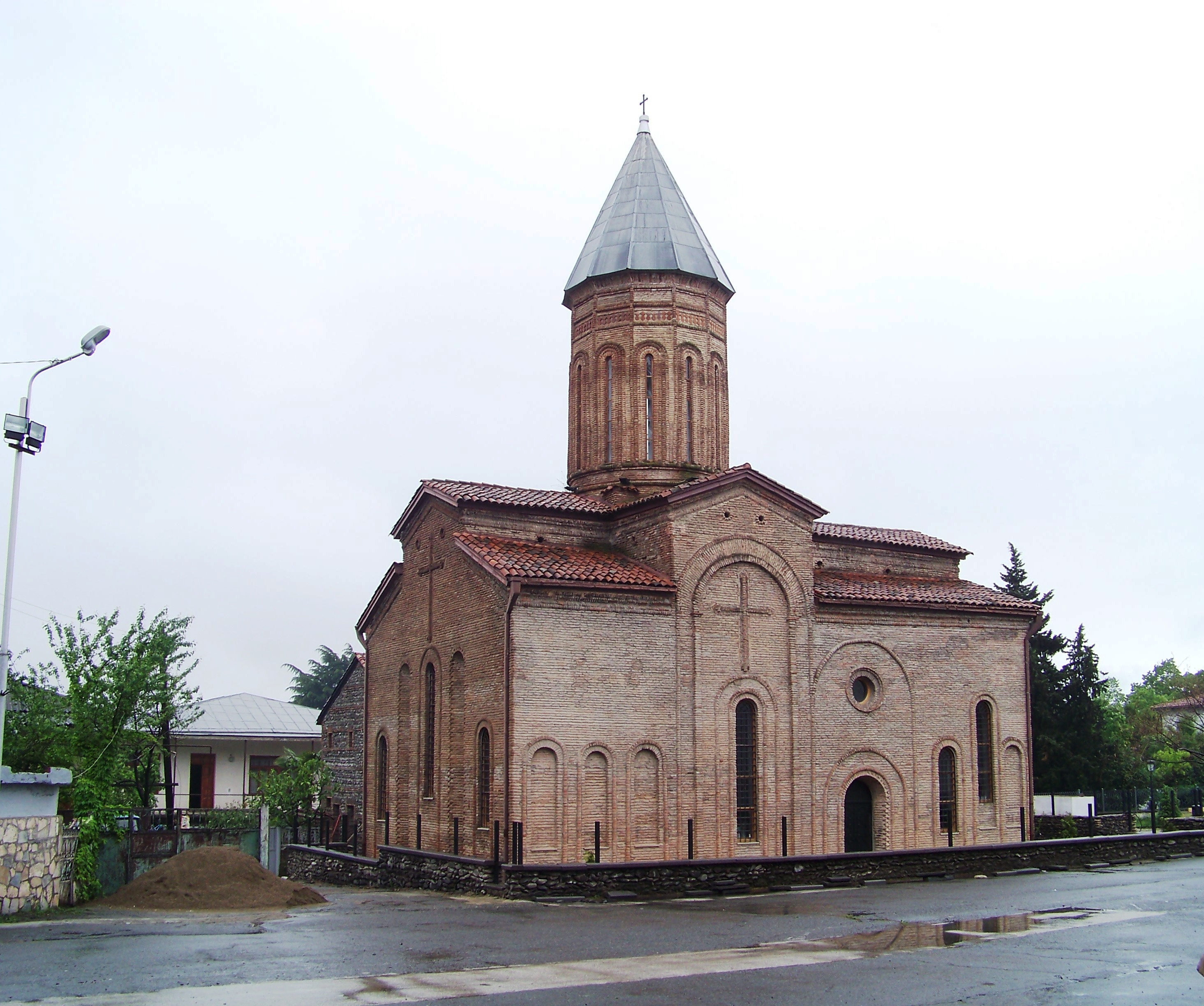
Iglesia de San Juan Bautista de Kvareli